# Tanedyemy
Tanedyemy, princesa y reina de comienzos de la dinastía XIX egipcia, aproximadamente hacia el año 1290 a. C. Otras formas de nombrarla: Tanedjem(y), Tanadjmet, Tanedjemet, Tanedy(e)met, Tanozemet...

## Biografía
No fue conocida hasta el hallazgo de su pequeña tumba, QV33, en el Valle de las Reinas: no existía ni un solo documento o representación de esta mujer, e incluso hubo algunos problemas en la datación. En un principio se pensó que debió de ser contemporánea a la dinastía XX, pero ahora se estima que debió de vivir un siglo antes, en los albores de la dinastía XIX.
Su nombre, que también puede ser transcrito como Tanedyemet, parece indicar que podía ser la hija de Horemheb, último faraón de la dinastía XVIII y de su Gran Esposa Real, la reina Mutnedyemet. De haber sido así, Tanedyemy habría jugado un papel de vital importancia en el cambio dinástico, casándose con un faraón de la siguiente dinastía.
Horemheb no tuvo hijos varones, y asoció al trono a su anciano visir, que después sería el faraón Ramsés I. Aunque esta decisión era del todo legítima, lo más normal es que entre un faraón y su sucesor hubiese una relación familiar y, si no era muy directa, que al menos el nuevo monarca estuviese casado con una princesa real. De ser Tanedyemy hija de Horemheb, se podría explicar una transición tan pacífica.
Se conoce que ostentó, como nos dice su tumba, el título de Gran Esposa Real, pero los datos respecto a su marido no concuerdan. Ramsés I convirtió en gran esposa real a su mujer de toda la vida, la dama Sitra, y además su avanzada edad podría ser un inconveniente a la hora de traer al mundo descendencia de Tanedyemy. Por tanto, es más posible que la princesa fuera casada con el hijo de Ramsés I y el siguiente faraón, Seti I. Eso explicaría por qué la esposa de Seti I, Tuya, sólo llevó el título de gran esposa real cuando ya era viuda y su hijo ocupaba el trono.
Aunque es posible que Tanedyemi fuera reina de Seti I, no hay registro ni vestigios sobre ello. Pero su caso no es único: al igual que quizás hizo Seti I con Tanedyemy, su hijo Ramsés II también se encargaría de borrar toda la historia familiar de sus dos esposas principales, Nefertari e Isis-Nefert. Parece ser que los reyes de la nueva dinastía se preocuparon mucho de ocultar una posible ascendencia real de sus esposas. Tanedyemy, de haber sido hija de la reina Mutnedyemet, estaría directamente emparentada con los "herejes" de la Crisis de Amarna (sería sobrina de Nefertiti y nieta de Ay, ambos condenados al olvido eterno).
Sobre la descendencia de Tanedyemy con Seti I o con otro rey, se habla de un hijo varón, un medio hermano que pudo haber impedido que Ramsés II llegase al trono, pero que murió muy joven antes que su padre. También se especula sobre la posible maternidad de Nefertari, de quien se cree que estaba emparentada con el faraón Ay. 